# 体育联赛
体育联赛是指由多个职业体育俱乐部或業餘體育俱樂部联合组成具有垄断属性的经济组织或单位，这种组织机构通过一系列制度促进俱乐部之间的竞争和合作，以市场化运作为手段，向观众提供體育比賽，目标是实现整体收益最大化。体育联赛最常見的是北美模式和歐洲模式。一般來說，北美組織特色在於其緊密的會員關係和經營方式，歐洲組織特色在其升降級制度。

## 足球
- 香港超级联赛（香港）
- 香港甲組足球联赛（香港）
- 香港乙組足球联赛（香港）
- 香港丙組足球联赛（香港）
- 中国足球超级联赛（中国）
- 英格兰足球超级联赛（英格兰）
- 德国足球甲级联赛（德国）
- 意大利足球甲级联赛（意大利）
- 西班牙足球甲级联赛（西班牙）
- 美國職業足球大聯盟（美國）

## 篮球
- NBA （美国）
- WNBA（美国）
- NBDL （美国）
- CBA（美国）
- CUBA（中国）
- CBA （中国）
- WCBA（中国）
- SBL（台湾）
- WSBL（台湾）

## 棒球
- CPBL：中華職業棒球大聯盟（台灣）
- MLB：美國職棒大聯盟（美國）
- NPB：日本棒球機構（日本）
- KBO：韓國棒球委員會（南韓）
- CBA：中國棒球聯賽（中國）